# Casimiro Perifano

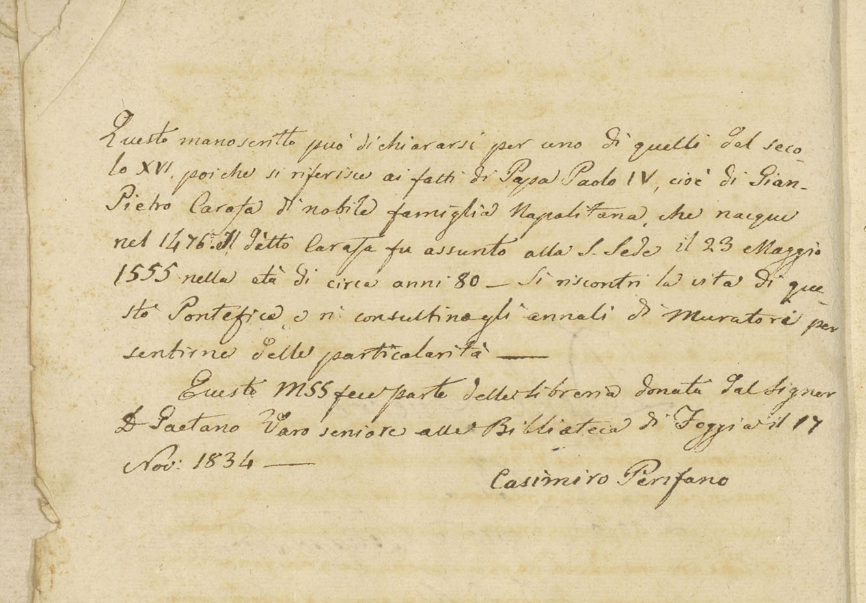
Autografo di Casimiro Perifano del 1834 su un manoscritto del XVII secolo di Pietro Nores conservato nella Biblioteca comunale di Foggia

Casimiro Perìfano (Foggia, 18 settembre 1800 – Napoli, 1867) è stato uno scrittore, poeta e bibliotecario italiano.

## Biografia
Figlio di Antonio Perifano, esule greco originario di Corfù, e di Carmela Spano da Lucera, fece i suoi primi studi nelle scuole del seminario di Troia. Successivamente a Napoli, dove studiò diritto, entrò in contatto con il poeta e patriota Gabriele Rossetti, di cui diventò allievo. Ritornato a Foggia si dedicò attivamente allo studio delle scienze naturali, della storia e della letteratura; seguendo questi interessi pubblicò, oltre ai suoi volumi, le prime riviste periodiche della provincia: il Giornale Fisico Agrario (1830) e, in seguito, il Poligrafo della Capitanata - Giornale di scienze lettere e arte (dal 1833 al 1835). Anche il Giornale degli Atti della società economica di Capitanata contò di articoli con la sua firma. Grazie alla sua vasta cultura ebbe diversi incarichi e riconoscimenti, in particolare venne nominato fra i soci dell'Accademia Peloritana. Nel 1833 gli venne affidata la direzione della Biblioteca comunale di Foggia, istituita il 30 maggio e ubicata con il suo iniziale patrimonio di circa 2000 libri nel Municipio (odierno Museo Civico di Foggia). Successivamente coprì il ruolo di Segretario della Camera di Commercio. 
In seguito all'infuocato clima politico, nel 1848 il poligrafo è costretto a lasciare la sua città natale per rifugiarsi nella capitale del regno borbonico. Egli ebbe comunque modo di proseguire la sua produzione letteraria e, osservando il luogo di pubblicazione delle sue ultime opere, si può dedurre che ebbe l'opportunità di ritornare a Foggia. Ferdinando Villani scrisse che egli sarebbe morto poco dopo l'esilio per apoplessia fulminea; ciò entra in contrasto con la data della sua ultima pubblicazione attestata al 1867.

## Pensiero
Molti esuli greci nella metà del XVIII secolo sbarcano nel Sud dell'Italia a seguito della conquista da parte dell'impero ottomano della penisola balcanica. Fra questi ci fu la famiglia di Perifano, ed egli seppe assorbire i sentimenti patriottici che gli ellenici portavano con essi. Questa base portò dunque a manifestare ideali unitaristi e indipendentisti condividendo la lotta dei patrioti risorgimentali che si batterono per l’Unità d’Italia e, di conseguenza, contro il potere dei Borbone. Questi e il Papa, specialmente a seguito dei moti del 1820, ostacolarono l’indipendenza della Grecia condannando chi si dimostrava simpatizzante con diverse pene. Il poeta foggiano, infatti, fu costretto ad allontanarsi da Foggia ed in seguito nel 1850 gli venne negata l'opportunità di fondare una propria scuola date le sue note correnti di pensiero.
I suoi fini, osservando la produzione letteraria, sono prevalentemente divulgativi e orientati all'istruzione, in particolare, di quella dei più giovani che si presentano spesso come il pubblico a cui sono rivolti i suoi scritti. È attestato che egli impartisse lezioni private ancor prima del suo trasferimento forzato a Napoli. Oltre al patriottismo di stampo risorgimentale e agli intenti educativi è possibile notare l'interesse verso la società e la politica del territorio d'appartenenza. Egli nelle sue opere sottolinea le potenzialità della Capitanata ma ne critica il mancato sviluppo dovuto all'indolenza dei suoi abitanti.

## Opere
- Diomede in Puglia poema di Casimiro Perifano colle note storiche-filologiche (1823)
- Cenni storici su la origine della città di Foggia, con la narrativa della portentosa invenzione ed apparizione di Maria Santissima della Icona-Vetere, augusta padrona della città (1831)
- L'Incoronata di Puglia. Narrazione miracolosa scritta a richiesta di un divoto (1834)
- A sua maestà Ferdinando II. Per la gala dei 30 maggio 1835 (1835)
- Per pane agli orfanelli della mia patria dopo il colera. Discorso popolare in morte del sacerdote D. Antonio Silvestre (1837)
- Elementi di storia naturale. Per uso delle scuole (1838)
- Un Seminario in Foggia, capitale della Capitanata (1843)
- Guida alla educazione intellettuale dei fanciulli, ovvero Arte d’insegnare la grammatica ai fanciulli ed ai giovani mercè la esperienza dei proprii sensi e mercè brevi e semplici spiegazioni degl’istruttori (1847)
- Elementi di cosmografia e geografia (1850)
- Sunto della storia di Foggia la città e della Icona Vetere, di M.a SS.ma venerata in Foggia sotto il titolo di Maria dei Sette Veli (1864)